# 霍格華茲不完全不靠譜指南
《霍格華茲不完全不可靠指南》（英語：Hogwarts: An Incomplete and Unreliable Guide）是英國作家J·K·羅琳所撰寫的短篇故事電子書，作為《哈利波特》系列小說的番外篇，那是有關霍格華茲及其秘密的指南。該電子書在2016年9月6日以電子書形式於《Pottermore》網站發布，它同時以包括法文在內的多種語言發布。
《Pottermore》同時也發布了羅琳的另外兩本相關的電子書《霍格華茲的權力、政治與搗蛋鬼的短篇故事》和《霍格華茲：勇氣·磨難與危險嗜好》。

## 內容
本書共有六章，內容著墨於與霍格華茲魔法與巫術學院有關的各種秘密及趣事，包括九又四分之三月台、分類帽、霍格華茲的幽靈及肖像、霍格華茲的教職員與課程等等。